# Lay-Saint-Christophe
Lay-Saint-Christophe ist eine französische Stadt mit 2.367 Einwohnern (Stand: 1. Januar 2022) im Département Meurthe-et-Moselle in der Region Grand Est (bis 2015 Lothringen). Sie gehört zum Arrondissement Nancy und zum Kanton Entre Seille et Meurthe. Die Einwohner werden Layen(ne)s genannt.

## Geographie
Lay-Saint-Christophe liegt an der Mündung der Amezule in die Meurthe, etwa sieben Kilometer nördlich von Nancy.
Umgeben wird Lay-Saint-Christophe von den Nachbargemeinden Faulx im Norden, Eulmont im Osten, Malzéville im Süden, Champigneulles im Südwesten sowie Bouxières-aux-Dames im Westen.

## Bevölkerungsentwicklung
| Jahr      | 1962 | 1968 | 1975 | 1982 | 1990 | 1999 | 2006 | 2019 |
| Einwohner | 1507 | 1969 | 2033 | 2281 | 2449 | 2622 | 2597 | 2400 |

## Sehenswürdigkeiten
- Kirche von Basse-Lay, wiedererrichtet 1862, Glockenturm aus dem 12. Jahrhundert
- Ruinen der romanischen Prioratskirche in Haute-Lay aus dem 11. Jahrhundert
- Reste der Priorei aus dem 11. Jahrhundert, Monument historique seit 1986
- Pfarrhaus in Basse-Lay aus dem 16. Jahrhundert, seit 1931 Monument historique
- Domäne Samaritaine aus dem 17. Jahrhundert, seit 2000 Monument historique
- Hospiz (altes Schloss)
- Schwarze Mühle aus dem 18. Jahrhundert
- Brunnen und Waschhäuser aus dem 18./19. Jahrhundert
- Rathaus mit Museum
- zahlreiche Häuser aus dem 15. Jahrhundert und später in Haute-Lay

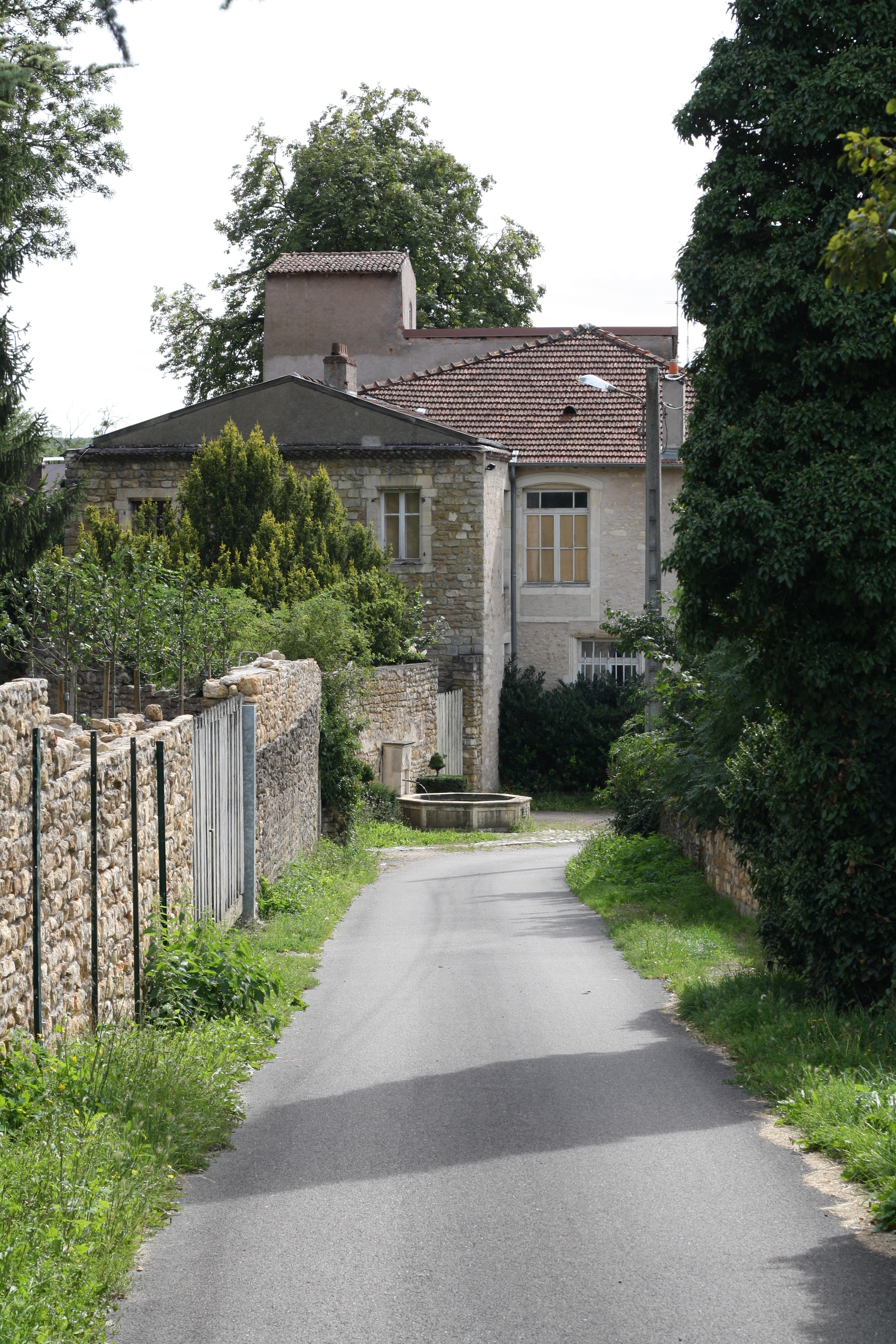
Priorei
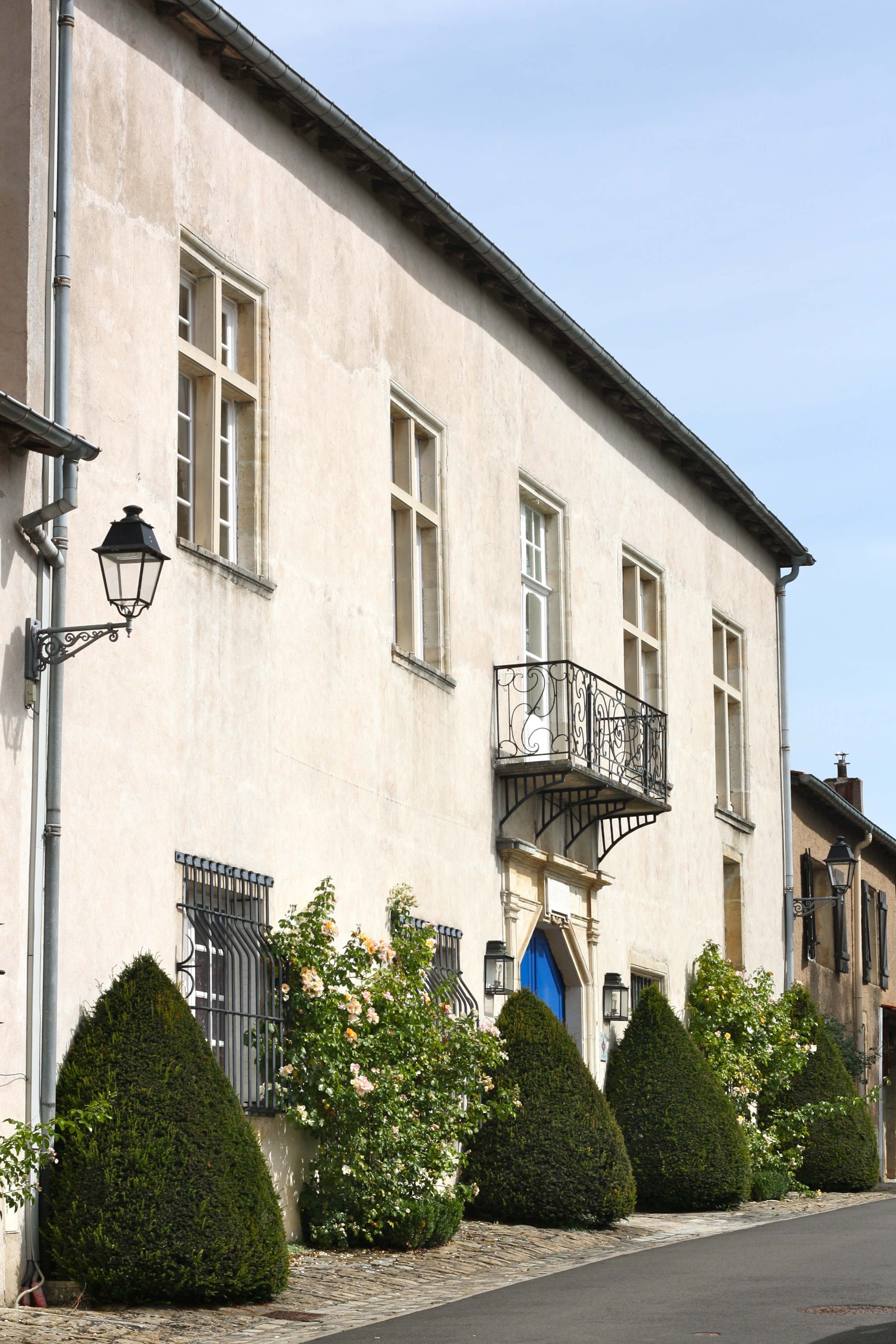
Domäne Samaritaine

## Persönlichkeiten
- Arnulf von Metz (um 582–640/641), 27. Bischof von Metz, Heiliger der Brauer
- Augustin Calmet (1672–1757), Geistlicher und Historiker
- Augustin Daum (1864–1930), Glaskünstler

## Gemeindepartnerschaft
Mit der deutschen Gemeinde Steinach in Baden-Württemberg besteht seit 1976 eine Partnerschaft.